# 三田千代子
三田千代子（みた ちよこ、1946年- ）は、元上智大学教授、ラテンアメリカ研究者。

## 人物・来歴
1968年上智大学外国語学部ポルトガル語学科卒業、ブラジル、ヨーロッパに学び、69年帰国、母校の大学院で社会学などを学び、修士課程修了後、東京大学助手。1978年ブラジルへ渡り、88年サンパウロ大学大学院哲学・文学・社会科研究科博士課程修了（社会人類学博士）。88年上智大学外国語学部専任講師、助教授をへて教授。2011年定年退職。専門：社会人類学・地域研究（ブラジル）。

## 著書
- 『ブラジル日系人の対日イメージ :コミュニケーションとイメージの変化』 (ラテン・アメリカ研究 上智大学イベロ・アメリカ研究所, 1977.6
- 『「出稼ぎ」から「デカセギ」へ ブラジル移民100年にみる人と文化のダイナミズム』不二出版, 2009.3

### 共編
- 『ラテンアメリカ家族と社会』奥山恭子共編. 新評論, 1992.12
- 『ラテンアメリカ人と社会 (ラテンアメリカ・シリーズ 中川文雄共編. 新評論, 1995.10
- 『現代ブラジル事典』ブラジル日本商工会議所編,小池洋一,西沢利栄,堀坂浩太郎,西島章次,桜井敏浩,佐藤美由紀共監修. 新評論, 2005.7
- 『グローバル化の中で生きるとは 日系ブラジル人のトランスナショナルな暮らし』編著. Sophia University Press上智大学, 2011.10
- 『ブラジルの人と社会』田村梨花, 拝野寿美子, 渡会環 共編. Sophia University Press上智大学出版, 2017.5

## 論文
- ＜三田千代子